# Erling Drangsholt
Erling Drangsholt, född 29 oktober 1885 i Oddernes, död 20 november 1950 i Oslo, var en norsk skådespelare och sångare.

## Biografi
Efter två års gymnasiestudier började Drangsholt på Musikkonservatoriet i Kristiania. Han debuterade på Fahlstrøms teater där han verkade fram till 1911. Han engagerades därefter vid Centralteatret där han kom att bli en av de bärande krafterna. Han fick sitt genombrott 1913 i Julius Magnussens Hvo som elsker sin fader. Han spelade till en början mestadels lustspelsroller, men tolkade senare även karaktärsroller. Han fick sitt genombrott som karaktärsskådespelare 1917 i Gunnar Heibergs Kong Midas. Han spelade senare tiggarkungen i Tolvskillingsoperan och stora Henrik Ibsen-roller som Osvald i Gengångare (1919) och Doktor Rank i Ett dockhem. Under två perioder, 1931–1935 och 1946–1950, verkade han vid Nationaltheatret. Han gästskådespelade vid Dramaten i Stockholm 1929 och vid Det Kongelige Teater i Köpenhamn 1946. År 1937 regisserade han föreställningen Så går det løs, dock utan större framgång.
Med sin musikaliska bakgrund var det som sångare han kom att få sina största framgångar. Han behärskade både opera och operett och spelade 1913 i Verdis La traviata. År 1914 medverkade han i Puccinis La Boheme och Tosca och 1916 i Jules Massenets Manon.
Vid sidan av teatern verkade han som filmskådespelare. Han debuterade 1927 i Den glade enke i Trangvik och medverkade i sammanlagt nio filmer 1927–1947. Han spelade huvudrollen i filmerna Jeg drepte! (1942), Sangen til livet (1943), To liv (1946) och Sankt Hans fest (1947).

## Familj
Drangsholt var son till gårdsbrukaren och fabriksägaren Severin Drangsholt (1857–1892) och Anna Larsen (1859–?). Han var gift första gången från 1920–1936 med Gurly Anker-Holth och andra gången 1943–1950 med Ingeborg Ihle.

## Filmografi
- 1927 – Den glade enke i Trangvik
- 1927 – Eleganta svindlare
- 1933 – Jeppe på bjerget
- 1942 – Jeg drepte!
- 1942 – Det æ'kke te å tru
- 1943 – Sangen til livet
- 1944 – Kommer du, Elsa?
- 1946 – To liv
- 1947 – Sankt Hans fest

## Scenroller (urval)
| År   | Roll         | Produktion                                                    | Regi               | Teater           |
| ---- | ------------ | ------------------------------------------------------------- | ------------------ | ---------------- |
| 1917 | Edwin Ronald | Csardasfurstinnan Emmerich Kálmán, Leo Stein och Béla Jenbach |                    | Centralteatret   |
| 1929 | Tice Collins | S.k. kärlek Edwin J. Burke                                    | Harry Roeck-Hansen | Djurgårdsteatern |